# Sežana (gemeente)
Sežana (Italiaans: Sesana) is een gemeente in Slovenië, in de Sloveense regio Primorska aan de Italiaanse grens. De gelijknamige hoofdplaats van de gemeente ligt op de verbindingsweg Ljubljana-Triëst. De gemeente telt behalve Sežana ook: Avber, Dane, Dutovlje, Kazlje, Lokev, Pliskovica, Povir (Pleševica bij Povir werd het eerst vermeld in tweede helft van de 12e eeuw), Štjak, Štorje, Tomaj (eerste vermelding in 1276) en Vrabče. In 2004 had Sežana bijna 5000 inwoners terwijl voor geheel Sežana inclusief omliggende dorpen eind 2004 11.951 inwoners geteld werden. De bevolking werkt voornamelijk in omliggende industrie. Verder is vooral de wijnbouw (uit deze Karst-streek komt de wijnsoort Teran) van belang. In Veliko polje werd vroeger 19e eeuw op bescheiden schaal steenkool gewonnen.
De bekendste bezienswaardigheid is de door aartshertog Karel II, zoon van keizer Ferdinand I in 1580 opgerichte stoeterij in Lipica. Hier ligt de oorsprong van de beroemde Lipizzaner paarden, die ook bekend zijn van de uit de 16e eeuw daterende Spaanse Rijschool in Wenen.

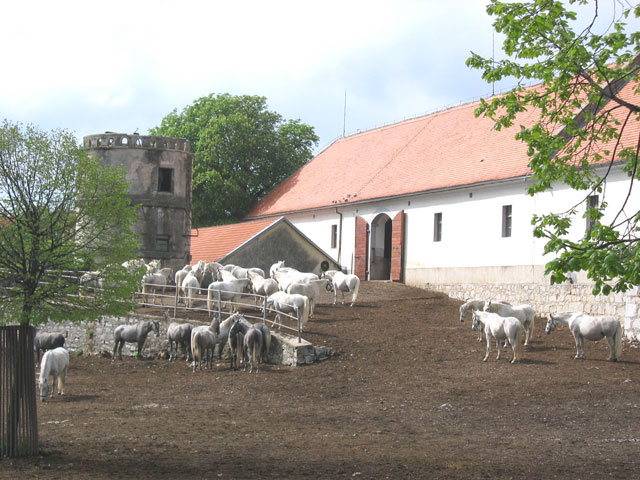
Lipicani/Lipizzaners in Sežana

## Invallen
Deze streek stond herhaaldelijk bloot aan invallen. eerst ten tijde van de Grote Volksverhuizing, later aan de invallen van de Turken, weer later aan invallen van de Venetianen. Zo vinden we in Kazlje overblijfselen versterking uit de tijd van Turkse invallen. Lokev bezit een uit 1485 daterende donjon, aanvankelijk gebouwd tegen de Turkse invallen later tegen de Venetianen. Het bij Lokev gelegen Prelože heeft overblijfselen van een vesting uit de oudheid, die vermoedelijk in het midden van de 5e eeuw werd verwoest.
In Povir zijn overblijfselen van een prehistorische nederzetting gevonden. Tomaj, niet ver ervandaan, was reeds een versterking in de ijzertijd, en deze functie werd gecontinueerd tot na de tijd van de Turkse invallen en Venetiaanse oorlogen. Tabor bij Vrabče bezit een middeleeuws kasteel met een machtige ommuring, die waarschijnlijk tot in de oudheid teruggaan. Het kasteel is tegenwoordig een ruïne.

## Monumenten
- Avber

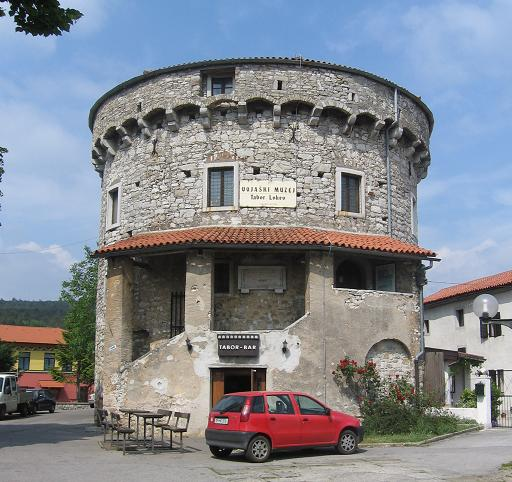
Donjon, Lokev

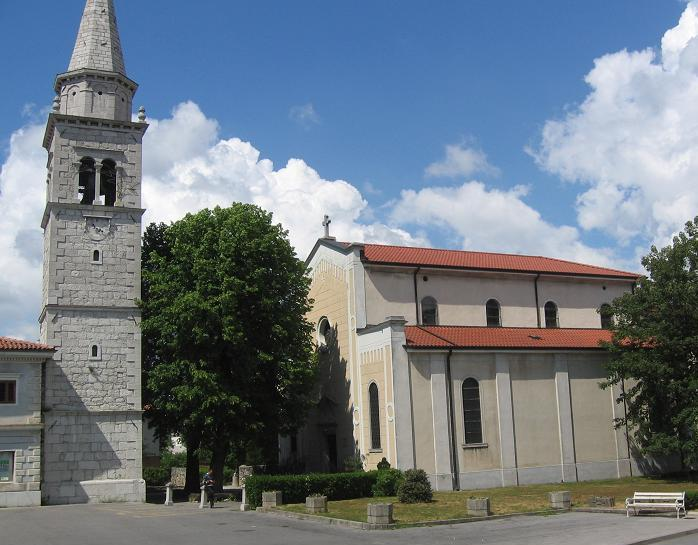
Kerk van s. Martinus,Sežana

Avber bezit een 17e-eeuwse kerk van Heilige Nicolaas met fresco's van Tone Kralj. In Raša bij Avber staat een votiefkerkje van Kantianus.
- Dutovlje

Dutovlje bezit een parochiekerk van Sint-Joris uit de 15e eeuw. Het nabijgelegen Kreplje heeft een 18e-eeuwse kerk, gewijd aan het zeldzame patrocinium van Sint-Notburga. Het eveneens bij Dutovlje gelegen dorp Skopo wordt aan het eind van 11e eeuw voor het eerst vermeld; hier staat de kerk van aartsengel Michael uit het midden van de 18e eeuw. Uit dezelfde periode dateert de kerk van H. Elia in Kopriva.
- Kazlje en Lokev

In Kazlje staat een kerk van Sint-Laurentius. In de plaats Lokev bevindt zich een uit 1485 dateren donjon en een kerk van aartsengel Michael, waarin onder andere een gotische kapel van Maria Hulp der Christenen uit 1426.
- Pliskovica en Povir

In Veliki dol bij Pliskovica staat de Sint-Jacobuskerk uit de 17e eeuw. Povir heeft een kerk van H. Petrus uit de 17e eeuw. Het nabijgelegen Pleševica bezit een bedevaartkerk van Maria-Tenhemelopneming.
- Sežana

Het nabijgelegen Lipica heeft een kerk van Sint-Antonius van Padua. In Šmarje pri Sežani ligt de gotische kerk van de Moeder Gods. In Merče ligt de kerk van Maria-Tenhemelopneming alsook de 17e-eeuwse kerk van H. Andreas.
- Štjak

In Štjak staat de barokke kerk H. Jakobus. Hier bevindt zich ook een 16e-eeuwse kazemat, die werd gebruikt om wijn te bewaren in geval van Turkse invallen. Het niet ver hiervandaan gelegen dorp Bogo bezit een kerk van H. Catharina met een omwalling uit de tijd van de invallen van de Turken. Mahniči ten slotte, bezit een kerk van H. Antonius Abt en Dolenje een van Sint-Margaretha.
- Štorje en Tomaj

In Štorje staat de kerk van Johannes de Doper. Tomaj heeft een parochiekerk van Petrus en Paulus, die het huidig aanzien kreeg in 1637, maar al voor het eerst genoemd werd in 1446. Er zijn schilderingen van Tone Kralj aan te treffen. Hier was ook ooit een klooster. Het nabijgelegen dorp Križ heeft een kerk van de H. Kruisverheffing, terwijl Šepulje een gotische kerk van Antonius Abt bezit net als Filipčje Brdo. In Utovlje staat het architectonisch interessante Sint-Justus.
- Vrabče

In Tabor ligt een Maria-kerkje, dat oorspronkelijk de gotische slotkapel van het hier gelegen kasteel was. De Thomas-kerk in Stomaž bezit interessante oude muurschilderingen en in Razguri staat een kerk van Sint-Anna uit de 18e eeuw. Het dichtbijgelegen Griže heeft een Sint-Martinus kerk uit de 17e eeuw.

## Plaatsen in de gemeente
Avber, Bogo, Brestovica pri Povirju, Brje pri Koprivi, Dane pri Sežani, Dobravlje, Dol pri Vogljah, Dolenje, Dutovlje, Filipčje Brdo, Godnje, Gorenje pri Divači, Gradišče pri Štjaku, Gradnje, Grahovo Brdo, Griže, Hribi, Jakovce, Kazlje, Kopriva, Kosovelje, Krajna vas, Kregolišče, Kreplje, Križ, Krtinovica, Lipica, Lokev, Mahniči, Majcni, Merče, Nova vas, Orlek, Plešivica, Pliskovica, Podbreže, Poljane pri Štjaku, Ponikve, Povir, Prelože pri Lokvi, Pristava, Raša, Ravnje, Razguri, Sela, Selo, Senadolice, Sežana, Skopo, Stomaž, Šepulje, Šmarje pri Sežani, Štjak, Štorje, Tabor, Tomaj, Tublje pri Komnu, Utovlje, Veliki Dol, Veliko Polje, Voglje, Vrabče, Vrhovlje, Žirje

## Partnersteden
- Pardubice (Tsjechië)

## In Sežana zijn geboren
- Srečko Kosovel (1904-1926), dichter (Tomaj)
- Ciril Zlobec (1925), dichter, voormalig vicepresident van Slovenië (Ponikve, bij Avber)
- Branka Jurca (1914), schrijfster (Kopriva bij Dutovlje)

Ankaran · Divača · Hrpelje-Kozina · Izola · Komen · Koper · Piran · Sežana
1. ↑  "Prebivalstvo po starosti in spolu, občine, Slovenija, polletno". Statistični urad Republike Slovenije. Geraadpleegd op 18 april 2021.